# Chùa Phú Long
Chùa Phú Long (tên gọi khác: Chùa Ông Chất, chùa làng Phú Nhuận, chùa Bà Cả Đành) là một ngôi chùa Phật giáo thuộc hệ phái Bắc tông có địa chỉ tại số 62A, đường Huỳnh Văn Bánh, phường 15, quận Phú Nhuận, Thành phố Hồ Chí Minh.

## Lịch sử
Chùa Phú Long được ông Lê Tự Tài thành lập vào năm 1804.
Chùa được trùng tu vào các năm 1945, 1952, 1998.

## Trụ trì
Ngày 30 – 4 – 1995, Thượng tọa Thích Hạnh Thu được bổ nhiệm trụ trì chùa.
Các trụ trì trước đó là: HT Thích Gia Chất, HT Thích Quảng Phát, HT Thích Thiện Mỹ, HT Thích Thiện Sanh, TT Thích Thiện Quang, TT Thích Hạnh Thu.
Thượng tọa Thích Hạnh Thu là đệ tử của Hòa thượng Thích Như Niệm, trụ trì chùa Pháp Hoa. Thượng tọa là Ủy viên Ban Từ thiện xã hội Thành hội Phật giáo TP. Hồ Chí Minh, Thư ký Ban Đại diện Phật giáo quận, là người thường tổ chức các buổi chẩn bần phát gạo tặng quà cho đồng bào nghèo, bị thiên tai, lũ lụt...
Phòng khám bệnh Tuệ Tĩnh đường thành phố do Thượng tọa Thích Hạnh Thu phụ trách qua 13 năm hoạt động đã khám cho 468.000 lượt người, cấp thuốc miễn phí với kinh phí hơn 3,5 tỷ đồng.

## Miêu tả
Cho đến nay, chùa Phú Long đã trải qua bảy đời sư trụ trì với ba lần trùng tu lớn vào các năm 1945, 1954, 1998. Tuy vậy, chùa vẫn giữ được những nét kiến trúc của ngôi chùa Phật giáo cổ ở vùng đất Nam bộ.
Kiến trúc chùa kiểu tứ trụ, mái ngói âm dương, các vì kèo, cột đều bằng gỗ, gồm: chính điện, tổ đường, tằng đường, trai đường. Mỗi nơi đều có những dấu ấn nghệ thuật độc đáo thể hiện qua đường nét chạm trổ khéo léo trên các pho tượng, các bức hoành phi… cho khách chiêm ngưỡng.
Chùa đang lưu giữ 53 cổ vật bằng gỗ quý (38 bức tượng, 6 bức hoành phi, 9 đôi liễn đối) và nhiều vị Phật được tạc bằng đá trắng trong các lần trùng tu chùa.
Điện Phật được bài trí trang nghiêm. Chính giữa thờ tượng Di Dà Tam Tôn. Chùa còn giữ được nhiều pho tượng cổ như tượng Bồ tát Chuẩn Đề, tượng Thập Điện Minh Vương, tượng Giám Trai, bộ sám bài tượng Phật và tứ Bồ tát...